# Prežigal
Prežigal [izg. Prežigau] je naselje v Občini Slovenske Konjice. 
Precej razloženo naselje vaškega značaja se nahaja vzhodno od Slovenskih Konjic, v ravnem delu tukaj široke Dravinjske doline, med potokom Bezinščico na severu in reko Dravinjo na jugu, zahodno od avtoceste A1.  V okolici je ohranjenih več zaplat nižinskega gozda, kjer raste hrast dob. 

## Znane osebnosti
- Jožef Pajek (1843-1901) rimskokatoliški duhovnik, pisatelj, narodopisec in zgodovinar